# دهستان چاله طرخان

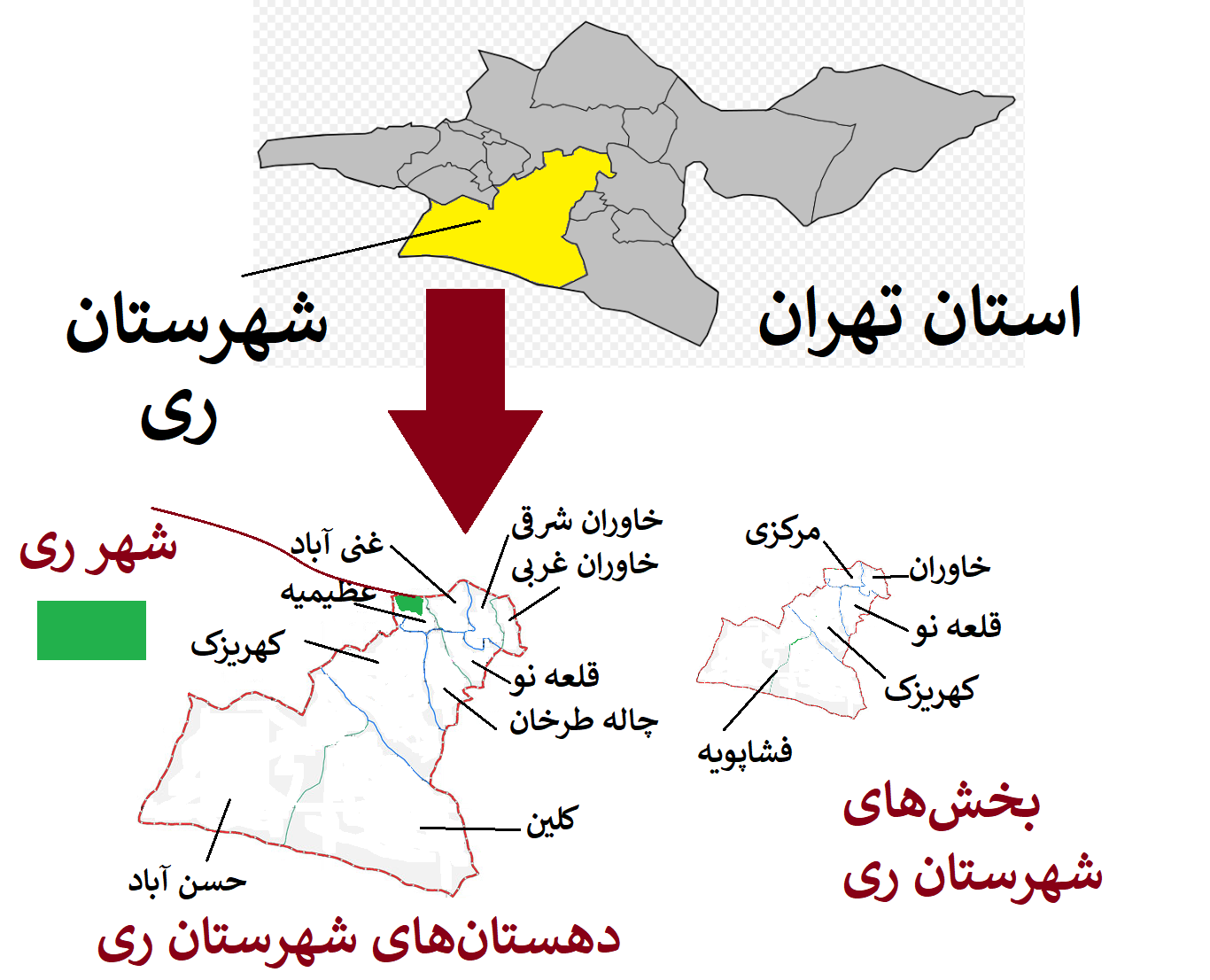
بخش‌ها و دهستان‌های شهرستان ری

دهستان چاله طرخان، نام دهستانی در بخش قلعه‌نو، شهرستان ری، استان تهران در ایران است. طبق مصوبه (۲۶ شهریور ۱۳۹۱) تعدادی روستا از دهستان قلعه‌نو جدا شدند و این دهستان را تشکیل دادند. این دهستان اکنون دارای ۹ روستا است. این ۹ روستا عبارت‌اند از: ۱)چاله‌طرخان ۲)فیروزآباد ۳)مقیم‌آباد ۴)ده‌خیر ۵)حمیدآباد ۶)نظرآباد ۷)عشق‌آباد ۸)قمی‌آباد ۹)کلاغایه.